# Cleo Madison

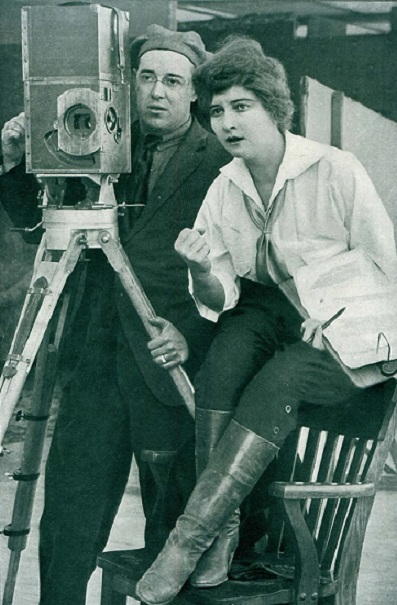
Cleo Madison neben einem Kameramann, Foto im Magazin Photoplay, Januar 1916

Cleo Madison (* 26. März 1883 als Lulu Bailey in Bloomington, Illinois; † 11. März 1964 in Burbank, Kalifornien) war eine US-amerikanische Bühnen- und Stummfilm-Schauspielerin sowie Filmregisseurin, Filmproduzentin und Drehbuchautorin in der Stummfilm-Ära.

## Frühe Jahre
Cleo Madison wurde am 26. März 1883 als Lulu Bailey in Bloomington, Illinois als Tochter von Dr. C. B. Bailey geboren. Sie lebte in Armington sowie in Normal in Illinois, wo sie an der Illinois State University studierte, bevor sie entgegen dem Willen ihrer strengen Familie als junge Frau nach Kalifornien zog.

## Karriere

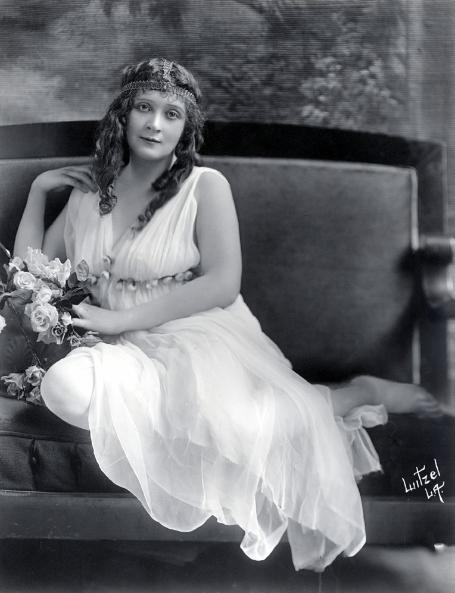
Cleo Madison, circa 1916

Moving Picture World schrieb 1916, dass Cleo Madison wegen der anfänglichen Ablehnung ihrer Familie am Anfang ihrer Karriere wohl auf sich allein gestellt war. Im Jahr 1910 fand sie jedoch ihren Anfang im Showbusiness als Teil der „The Santa Barbara Stock Company“. Moving Picture World berichtet weiter über diese Zeit, dass sie zuerst meist Ingénue Rollen (unschuldiges jungen Mädchen) spielte, bevor sie 1912 zu Hauptrollen aufstieg. Cleo gründete und führte außerdem ihre eigene ‚Stock Company‘ und bereiste einige Jahre die Welt des Vaudeville. Während einer Pause von der Tournee entschied sie sich, das neue Medium Film auszuprobieren und dank ihrer Schauspielerfahrung gelang es ihr, sich eine Anstellung bei der Universal Film Company zu sichern, wo  sie 1913 ihren ersten Vertrag unterschrieb.

### Arbeit bei Universal
His Pal’s Request war Cleo Madisons erster Film bei Universal und The Trey o' Hearts (1914), ein beliebtes 15-Episoden Abenteuer Serial, machte sie 1914 zum Star. In diesem Serial spielte sie drei Rollen, nicht nur beide Protagonistinnen, Judith Trine und ihre böse Zwillingsschwester Rose, sondern auch die Mutter der beiden. In den folgenden Jahren trat sie in mehreren Filmen mit Lon Chaney auf, zum Beispiel A Mother’s Atonement (1915), in welchem sie wiederum eine Doppelrolle (Mutter/Tochter) spielte. Während dieser Zeit arbeitete Cleo Madison außerdem zum ersten Mal mit der Regisseurin Lois Weber (an Shadows of Life 1913) und spielte auch in mehreren Filmen von Ida May Park mit (unter anderem in Alas and Alack, A Mother’s Atonement und The Dancer). Besonders zwischen 1910 und 1915 wurde Lois Weber von Kritikern für ihre mutige Handhabung kontroverser Themen wie der Geburtenkontrolle und der Todesstrafe gelobt. (In einem Artikel des Moving Picture Stories Magazin merkt Cleo Madison ebenfalls den enormen Erfolg von Webers Produktion.)

### Arbeit als Regisseurin

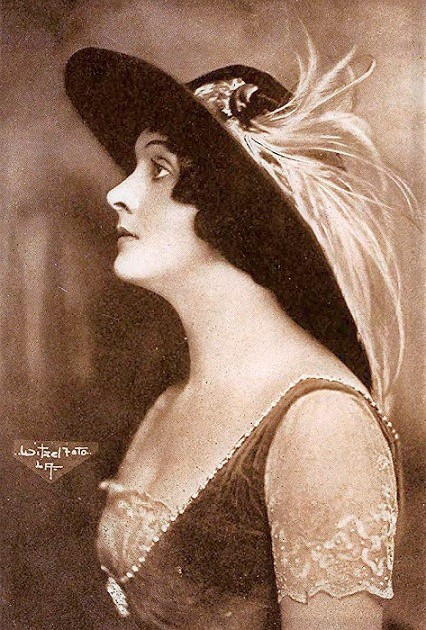
Cleo Madison, circa 1916

Bald schon wurde Cleo Madison eine von wenigen Frauen in Hollywood, welche anfingen, Regie an ihren eigenen Kurzfilmen und längeren Spielfilmen zu führen. 1916 beschrieb Photoplay ihre ersten mühsamen Schritte, ihren Wunsch, selber Regie zu führen, zu verwirklichen. Als Cleo Madison entschieden hatte, in ihre eigenen Filme Regie zu führen, sträubte sich die Firma und lehnte ihre Anfrage erstmal ab. Cleo gab jedoch nicht so schnell auf und entschied sich, Universal zu einer Entscheidung zu drängen. Angeblich bestand ihr 'Widerstandsplan' darin, jedem Regisseur, der das Unglück hatte, an einem ihrer Filme Regie zu führen, eine schlechte Erfahrung zu bereiten. Ihr Plan ging auf, und nachdem sie eine Reihe männlicher Regisseure wohl 'in den Wahnsinn' getrieben hatte, erlaubte ihr Universal schließlich, eine eigene Produktionsfirma zu wählen und selber Regie zu führen. So machte sie den entscheidenden Schritt vorwärts in die Rolle der Produzentin sowie Regisseurin und begann Kurzdramen für den Markennamen Rex zu produzieren.
Cleo begründet ihr Vorgehen in Photoplay mit der Aussage: „Ich habe Männer mit viel weniger Verstand als ich gesehen, die damit durchgekommen sind, und deswegen weiß ich, dass ich Regie führen kann, wenn sie mir die Chance geben“ und sie fügt noch hinzu, dass sie, sobald sie ein wenig mehr Erfahrung gesammelt und ein wirklich gutes Drehbuch gefunden haben wird, einen 40- bis 50-Minuten-Film drehen wurde, der dem Publikum den Atem verschlägt. Sie erreichte dieses Ziel noch im selben Jahr, denn in dem frühen Spielfilm (five-reel feature film) A Soul Enslaved (1916) spielt sie nicht nur die Hauptrolle, sondern führte auch Regie. Der Film hebt eine verzweifelte Heldin hervor, welche, um der Armut zu entfliehen, die Mätresse eines reichen Mannes wird und später dafür die Folgen in ihren folgenden Beziehungen erleiden muss. Ihr zweiter Spielfilm Her Bitter Cup, welcher die Probleme der Arbeiterklasse thematisierte, ist eine Underdog-Geschichte, die sich um gewerkschaftlich organisierte Arbeitskräfte dreht und in der Madison den Protest gegen ihren repressiven Boss anführte. Der Film wird oft als einer der frühesten feministischen Produktionen angeführt und gilt als Klassiker der Frauenrechtsbewegung. Zwischen 1915 und 1916 spielte Cleo Madison in über zwanzig Kurzfilmen, die sie produzierte und an denen sie ebenfalls Regie führte. Zu den bekanntesten ihrer Kurzfilme werden oft Her Defiance (1916), Eleanor's Catch (1916) und Triumph of Truth (1916) gezählt. Eleanor's Catch ist dahingehend bemerkenswert, da der Film einer der ersten war, der das Mittel der überraschenden Plotwendung (twist-ending) am Ende einsetzt (in welcher enthüllt wird, dass Madisons Charakter eine überraschende Identität hat). Die Filme von Cleo Madison fielen in verschiedene Genres (von Western bis Melodrama) und sie wurden außerdem oft für ihre Kinematographie gelobt. Ein Kritiker kommentierte: „In der Beleuchtung und Inszenierung erreichte sie Ergebnisse, die einen Standard für zukünftige Produktionen setzen.“ Ein anderer schrieb in Motion Picture News: „Die Kulissen und Lichteffekte verdienen besondere Auszeichnungen.“ Doch durch Vernachlässigung (und evtl. sexistischer Archivierungspraktiken) haben nur zwei von den Filmen, an denen Madison Regie führte, überlebt (Eleanor’s Catch 1916, Her Defiance 1916).
Madisons Filme waren Teil von Universals routinemäßigen Produktionen und so wurde sie bald Teil einer aufblühenden Gemeinschaft von Frauen in Hollywood, deren Mitglieder oft erfolgreiche weibliche Regisseurinnen waren (die bei Universal angestellt waren) und zu denen unter anderem auch Grace Cunard, Jeanie MacPherson und Lois Weber gehörten. Tatsächlich konnte sich Universal und sein Studio-Chef ‘Uncle Carl’ Laemmle bis 1920 damit brüsten, dass sie die größte Anzahl von weiblichen Regisseurinnen auf der Lohnliste hatten. Zwischen Universals Entstehung im Jahr 1912 und 1919 muss die Universal Film Manufacturing Company davon überzeugt gewesen sein, dass Frauen gute Regisseurinnen abgeben. Denn das Studio kultivierte eine ungewöhnlich hohe Konzentration an weiblichen Regisseurinnen und beauftragte während dieser Jahre nicht nur elf Frauen mit der Regie in über 170 Filmen, sondern lobte auch ihre Erfolge. Obwohl die Regisseurinnen nur einen kleinen Anteil von Universals kompletter Produktion ausmachten, ist ihr Anteil im Vergleich mit den historischen Zahlen größer als in späteren Dekaden. Die kreative Frauengemeinschaft bei Universal wurde schnell zu einem ‚Power-Zentrum‘ für Frauen im Film, die aktiv für die Frauenrechte kämpften und Beispiele für andere Frauen setzen. Sie unterstützten ihre Karrieren gegenseitig und waren füreinander Leitbilder. Joanna Russ merkt in How to suppress Women Writing an, dass Leitbilder für alle Künstler wichtig seien, aber dass sie für Frauen doppelt so wichtig wären. „Frauen brauchen die Gewissheit, dass sie Kunst produzieren können (…) ohne für verrückt erklärt zu werden oder ohne Liebe leben zu müssen“.

### Spätere Karriere

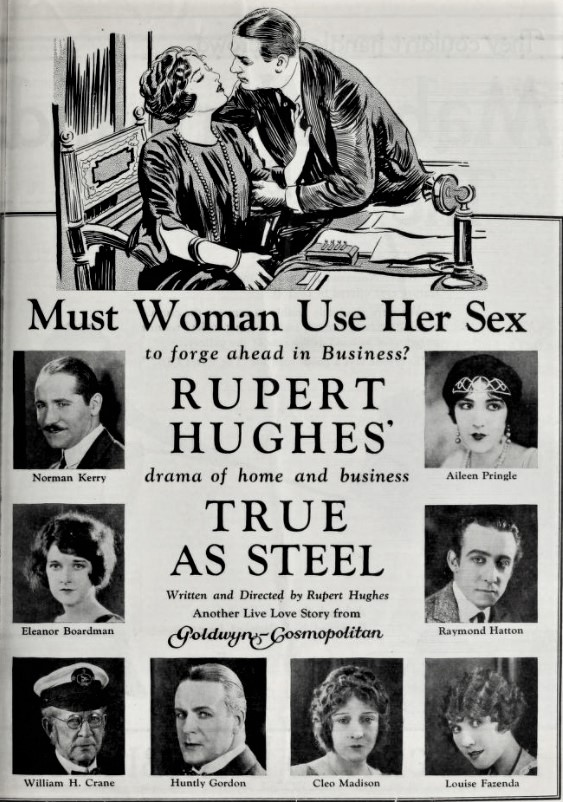
Reklame von 1924 für den Film True as Steel

Pressemitteilungen zwischen 1916 und 1919 deuten an, dass sie versuchte, eine eigene Produktionsfirma zu gründen. Zum Beispiel berichtet ein Artikel in der Los Angeles Times von 1916 über Madisons Versuch, die Cleo Madison Film Corporation mit Isadora Bernstein (Universals ehemalige Generaldirektorin) zu gründen. Moving Picture World und Exhibitors Trade Review druckten ähnliche Berichte in dem Zeitraum zwischen 1916 und 1919. Die Pläne für eine eigene Produktionsfirma haben sich jedoch nie materialisiert und auch wenn sie nicht mehr Regie führte, blieb sie noch eine Weile als Schauspielerin bei Universal unter Vertrag und trat in Filmen wie Black Orchids (1917) auf. Nach einer kurzen Pause, während der sie im Vaudeville auftrat (ihr Showact hieß ‘Victory’), kehrte sie zum Film in The Romance of Tarzan (1918) zurück. Filmhistoriker vermuten, dass die gewaltige Arbeitslast während ihrer frühen Karriere Erschöpfungszustände in Madison verursachten. In ihrem Buch An Encyclopedic Dictionary of Women in Early American Films: 1895-1930 gibt Denis Lowe an, dass Cleo Madison 1921 einen Nervenzusammenbruch erlitt und dann ein Jahr lang zurückgezogen lebte. Während der 1920er Jahre spielte sie noch in einer Reihe von Filmen mit, unter anderem in Unseen Hands im Jahr 1924, bevor sie etwa 1929 endgültig ihre Filmkarriere beendete und sich aus der Öffentlichkeit zurückzog. Im späteren Leben arbeitete Cleo Madison in einer Reihe von administrativen Positionen außerhalb des Hollywood-Milieus.

## Privatleben

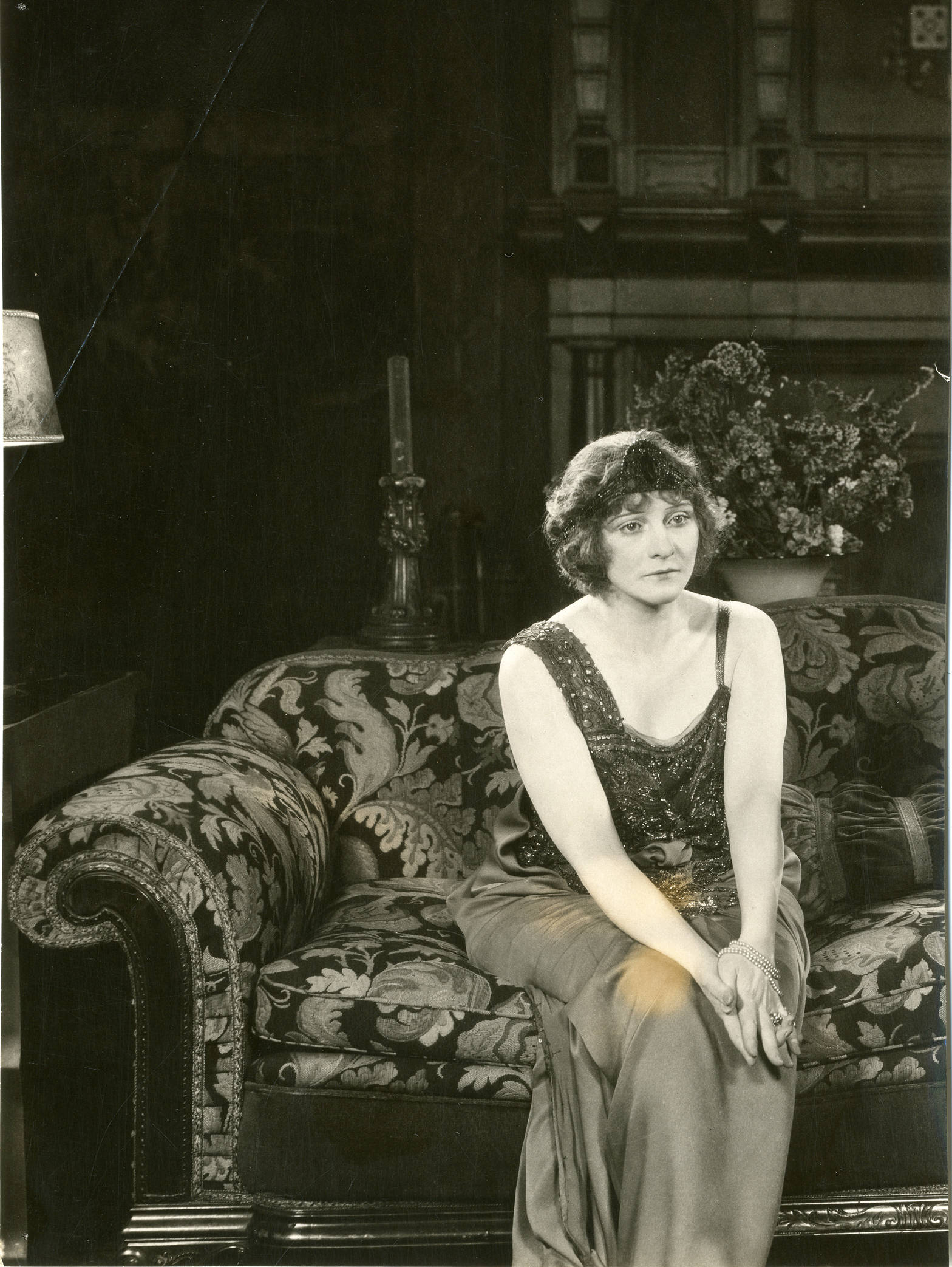
Cleo Madison im Film Gold Madness (1923)

Über Cleo Madison wird gesagt, dass sie eine Leidenschaft für Automobile sowie das Autofahren hatte und dass sie im Dezember 1914 ein Automobil von der Haynes Automobile Company kaufte. Auch während ihrer Arbeit für die Universal Gold Seal Company soll sie ab und zu ein Auto gefahren haben.
Die Los Angeles Times berichtete am 26. November 1916, dass Cleo Madison (Lulu Bailey) Don Peak heiratete. Don Peak war als Verkaufsleiter für Briscoe Motor Corporation in San Francisco für die westlichen Staaten der USA zuständig. Die Zeremonie fand im St. Ceciln Oratory der Mission in Riverside statt. Die Los Angeles Times berichtete außerdem: „die Braut trug ein atemberaubendes Kleid/Kostüm aus goldfarbenen Satin mit einem Umhang aus Gold-Netz“ und dass ‚Herr und Frau Peak‘ nach der Hochzeitsfeier nach Big Bear Lake fuhren, wo sie ein paar Tage ihrer Flitterwochen verbrachten, bevor sie auf eine Tour der Hawaiianischen Inseln gingen. Nur acht Monate später reichte Lulu Peak die Scheidung mit den Vorwürfen ein, dass ihr Mann ein gewalttätiger, grausamer und jähzorniger Trinker wäre, der auf die Arbeit seiner Frau eifersüchtig sei. Vor ihrer Ehe lebte Cleo mit ihrer Family und ihrer Schwester Helen (welche den Spitznamen 'Sunshine' wegen ihrer sonnigen Veranlagung hatte) in einem Bungalow in Hollywood. Helen war körperlich hilfsbedürftig und Cleo soll sich besonders ergeben und liebevoll um ihre Schwester gekümmert haben. Helen lebte bis zu Cleo's Tod im Jahr 1964 (im Alter von 81 Jahren) bei ihr.

## Wirkung
Als eine der Regisseurinnen, die während der Stummfilm-Zeit erfolgreich waren, repräsentiert Cleo Madisons Karriere eine wichtige Periode in der amerikanischen Filmgeschichte. Madison arbeitete eng mit einer Gemeinschaft von Regisseurinnen, Schauspielerinnen, Produzentinnen und Drehbuchautorinnen zusammen, die im frühen zwanzigsten Jahrhundert den Nexus der Filmproduktion bei Universal Film Company verkörperten.
Das Photoplay Magazine schrieb über Cleo Madison im Jahr 1916:

„Die liebenswerte aber auch militante Cloe an der Spitze der Suffragetten könnte die (Wahl-)Stimmen für ihr Geschlecht sichern und jeglichen Widerstand so einfach niederschlagen wie (es einfach wäre) einen Fisch im Eimer zu erschießen.“

und zitierte sie:

„Eines Tages werden Männer über die verrückte Idee hinwegkommen, dass Frauen kein Gehirn haben, (…) und hören auf, sich von dem Gedanken beleidigen zu lassen, dass eine ‚Rockträgerin‘ ihre Arbeit genauso gut verrichten kann wie sie.“

Madisons Rolle als Regisseurin erlaubte ihr Themen (wie z. B. Unterdrückung, Sexualität und Macht) aus einer weiblichen Perspektive einzufügen, welche sonst von Hollywood ignoriert wurden. Cleo Madison sah sich selber als wegbereitende, erlebnishungrige, athletische Neue Frau (New Woman). Sie war davon überzeugt, dass ihre Weiblichkeit positiven Einfluss auf ihren Regiestil hatte und ihren Filmen einen 'femininen Hauch' verlieh. Während des Ersten Weltkrieges waren Frauen in der amerikanischen Filmindustrie weiterhin erfolgreich. Zwischen 1918 und 1922 führten Frauen an mindestens 44 Spielfilmen Regie, leiteten 20 Produktionsgesellschaften, sahen hunderte ihrer Drehbücher produziert, wurden die ersten Agenten im Geschäft und hielten wichtige Positionen als Editors, in Publicity Abteilungen, sowie als ‚Drehbuch-Chefs‘ (‚Heads of Scenario‘). Blickt man auf Universal, so erkennt man, dass dieser Trend jedoch schon bis 1920 zu einem Ende kam. Während Universal 1919 noch für fünf Filme Frauen als Regisseurinnen führte, war im darauffolgenden Jahr nicht eine einzige Frau mit der Regie eines Filmes kreditiert. Mit Ausnahme von Lois Weber, welche Mitte der 1920er Jahre zurückkehrte, um drei Filme zu beaufsichtigen, führte Universal bis 1982 keine weiblichen Regisseurinnen mehr. In Popcorn Venus: Women, Movies and the American Dream argumentiert Marjorie Rosen, dass wenn es sich um die Frauenbewegung dreht, „um so mehr Wucht die Bewegung gewann, desto grösser die maskuline Gegenreaktion war“. Man kann auch nur spekulieren, warum Cleo Madisons Filmauftritte 1917 abrupt stoppten. Ob dieses nun auf ihrer Ehe zu Don Peak, auf ein Zurückdrängen durch das patriarchale Hollywood-System, auf eine gesellschaftliche Veränderung der Geschlechternormen oder auch auf eine Kombination solcher Umstände zurückzuführen ist, muss noch weiter untersucht werden.
Cleo Madisons Nachruf erwähnt ihre Arbeit mit Schauspielern wie Wallace Reid, Herbert Rawlinson und William Desmond in klassischen Stummfilmen wie The Heart of the Cracksmen (1913), The Severed Hand (1914), und Damon and Pythias (1914), vernachlässigt dabei aber ihre bedeutende Arbeit als eine wegbereitende Filmregisseurin, für die Cleo Madison heute bekannt ist.

## Filmografie (Auswahl)

### Als Schauspielerin
- 1912: A Business Buccaneer (Kurzfilm)
- 1913: The Heart of a Cracksman (Kurzfilm)
- 1913: The Trap (Kurzfilm)
- 1914: Samson
- 1914: The Severed Hand (Kurzfilm)
- 1914: The Trey o’ Hearts
- 1914: The Master Key
- 1915: The Sin of Olga Brandt (Kurzfilm)
- 1915: The Pine’s Revenge (Kurzfilm, Verschollen)
- 1915: The Fascination of the Fleur de Lis
- 1915: Alas and Alack (Kurzfilm)
- 1915: A Mother’s Atonement (Kurzfilm)
- 1915: The Ring of Destiny (Kurzfilm)
- 1917: Black Orchids
- 1918: The Romance of Tarzan
- 1919: The Great Radium Mystery (Verschollen)
- 1920: The Price of Redemption (Verschollen)
- 1921: Ladies Must Live
- 1921: The Lure of Youth
- 1922: A Woman’s Woman
- 1923: The Dangerous Age
- 1924: Unseen Hands
- 1924: Discontented Husbands
- 1924: Das Wiegenlied (The Lullaby)
- 1924: The Roughneck
- 1924: True as Steel

### Als Regisseurin
- 1915: Liquid Dynamite (Kurzfilm)
- 1915: The Power of Fascination (Kurzfilm)
- 1915: The Ring of Destiny (Kurzfilm)
- 1916: His Return (Kurzfilm)
- 1916: Her Defiance  (Kurzfilm)
- 1916: Eleanor’s Catch (Kurzfilm)
- 1916: To Another Woman (Kurzfilm)
- 1916: Triumph of Truth (Kurzfilm)
- 1916: Along the Malibu (Kurzfilm)
- 1916: The Girl in Lower 9 (Kurzfilm)
- 1916: Priscilla’s Prisoner (Kurzfilm)
- 1916: The Crimson Yoke (Kurzfilm)
- 1916: When the Wolf Howls (Kurzfilm)
- 1916: Alias Jane Jones (Kurzfilm)
- 1916: Virginia (Kurzfilm)
- 1916: Her Bitter Cup
- 1916: A Soul Enslaved